# Azteca eumeces
Azteca eumeces är en myrart som beskrevs av Wilson 1985. Azteca eumeces ingår i släktet Azteca och familjen myror. Inga underarter finns listade.